# Metaloendopeptidases
Les metaloendopeptidases, també conegudes com a AspN, endoproteinasa Asp-N i Mep72 peptidasa, són un tipus d'enzim proteolític que s'encarrega de desdoblar els enllaços peptídics interns i fragmentar proteïnes en subunitats d'igual mida. El prefix metalo- (en anglès metallo-) fa referència a l'existència d'elements metàl·lics en aquest tipus d'endopeptidases. Un dels més freqüents i estudiats és el zinc o zenc. Més enllà de la cadena d'aminoàcids presents en la cadena polipeptídica, l'element metàl·lic tendeix a estar unit a la proteïna mitjançant aminoàcids essencials com les histidines o d'altres no essencials com el glutamat o la tirosina.
Els subgrups de les peptidases van ser creats per F.R Hartley. No obstant, no va ser fins a la correcció posterior del científic Barret, on l'any 1980, les metaloendopeptidases van ser afegides. Finalment, l'any 1984 The Nomenclature Committee of I.U.B. va recomanar aquesta terminologia. Inicialment, les aminopeptidases, les carboxipeptidases i les dipeptidases formaven part d'aquest grup, avui en dia ja no ho fan, ja que són considerades exopeptidases. 
L'existència de diversos subgrups de metaloendopeptidases explica la diversitat funcional d'aquest enzim. Tanmateix, una de les funcions més generalistes d'aquest grup i de la majoria de subgrups és la hidròlisi d'enllaços peptídics en substrats de menys de 40 aminoàcids. Tendeixen a hidrolitzar enllaços interns coneguts com a alfa-pèptids on els ions metàl·lics de les endopeptidases acaben unint-se a aminoàcids amb una certa càrrega. Una altra funció relacionada amb la hidròlisi és l'eliminació de senyals proteics en la superfície cel·lular.
L'any 2016 es van fer estudis que confirmaven la presència i importància de les metaloendopeptidases com a constituent del verí de diferents espècies de serps verinoses.

## Activitat i inhibició
Les metaloendopeptidases són enzims que tenen activitats catalítiques. A les reaccions de les quals formen part, produeixen una catalització de la hidròlisi dels enllaços alfa peptídics interns de les cadenes polipeptídiques. En aquesta reacció, l'aigua actua com un nucleòfil (cedeix un parell d'electrons a les molècules de la reacció) mentre que un parell d'ions metàl·lics fan que la molècula d'aigua es mantingui estàtica al seu lloc. A més, les cadenes laterals dels aminoàcids amb càrrega fan de lligant per als ions metàl·lics que actuen en aquesta reacció, com ara el del zinc.
Com que aquestes endopeptidases tendeixen a actuar a PH d'entre 7 i 9, podem dir que són enzims que tendeixen a actuar en medis bàsics.
D'altra banda, els inhibidors de les metaloendopeptidases són capaços de reduir, prevenir la seva activitat o aturar la catalització de la hidròlisi dels enllaços peptídics que no són terminals en una cadena d'aminoàcids i que contenen un ió metàl·lic en els llocs de major activitat.
La majoria d'aquests inhibidors actuen com a quelants, és a dir, com a compostos químics que s'uneixen als ions metàl·lics, en aquest cas als del zinc. El més freqüent dels inhibidors és la 1,10-fenolftaleïna, encara que de vegades també s'utilitza l'EDTA.

## Estructura
Les metaloendopeptidases formen un dels grups més diversos de peptidases, essent reconegudes unes 30 families. A través de la cristal·lografia de raig X s'ha demostrat que el motiu His-Glu-Xaa-Xaa-His o HEXXH és present a més de la meitat de les famílies. Aquest motiu forma comunament part del lloc d'unió de l'àtom de metall (normalment de Zinc).

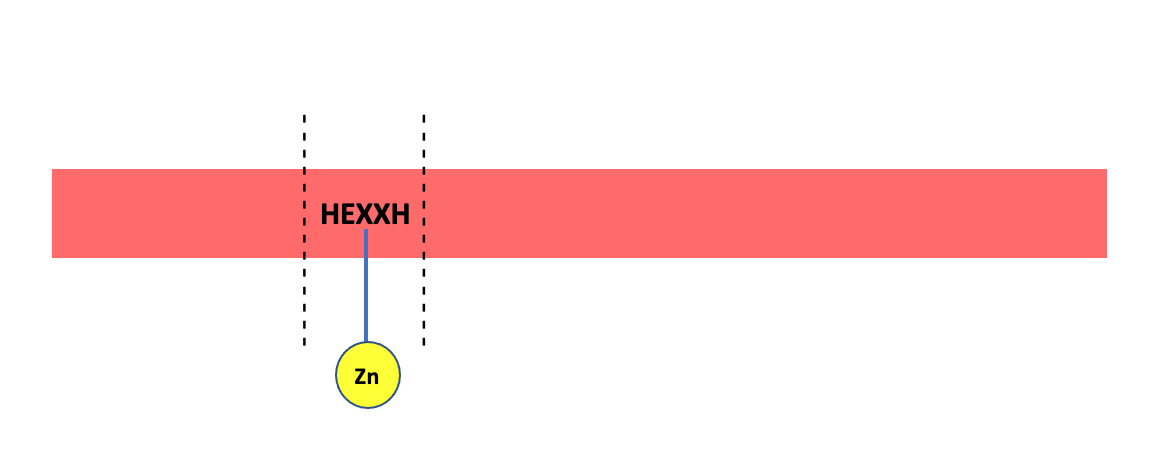
Esquema del disseny molecular de les metaloendopeptidases

El pentapèptid HEXXH és molt comú en seqüències de proteïnes i només una cinquena part de les aparicions del motiu a la base de dades Swiss-Prot es troben en metaloendopeptidases. El motiu és suficientment curt per haver sorgit independentment en diverses ocasions, per la qual cosa caldrien proves addicionals abans de poder suggerir que tots els enzims que contenen HEXXH estan relacionats taxonòmicament. Una forma més precisa de definir el pentapèptid HEXXH és com a abXHEbbHbc, on b és un residu sense càrrega, c és un residu hidrofòbic i X pot ser pràcticament qualsevol aminoàcid. Totes les estructures terciàries disponibles per a les metalopeptidases que contenen HEXXH mostren el motiu en una hèlix, on els residus a solen ser Val o Thr. Aquest motiu ha estat molt usat per a identificar llocs d'unió amb zinc a les metalopeptidases i per a construir les diferents tribus i clans que formen.
Els ions metàl·lics estan ancorats, gràcies a les cadenes laterals, a la part inferior de la fissura del lloc actiu de l'enzim. Els residus d'unió de metalls són principalment histidines, aspartats i glutamats, que s'inclouen en motius d'unió al zinc que són característics de tribus, clans i famílies de metaloendopeptidases particulars. En la majoria dels casos, l'entorn general del lloc actiu es troba en una conformació competent per a la catàlisi en l'enzim madur abans de reclutar el substrat peptídic, que s'uneix en una conformació estesa, de manera que les cadenes laterals del substrat superiors (denominades P1, P2, P3, etc.) i inferiors (P1 ’, P2’, P3 ’, etc.) de l'enllaç en tisora se situen en les escletxes dels llocs actius secundaris (S1, S2, S3, etc. i S1’, S2 ’, S3’, etc.) del enzim, respectivament. En general, l'especificitat del substrat s'exerceix en les metaloendopeptidases a través de S1 ’. El clivatge també es pot produir dins dels segments proteics que adopten estructures terciàries compactes, fins i tot conformacions helicoidals, en estat no lligat, ja que la interacció i la unió a la peptidasa pot compensar energèticament que el substrat es desfaci i produeixi una conformació estesa adequada per a la catàlisi.

## Classificació
Una classificació àmpliament acceptada, tant d'aquests enzims com d'enzims proteolítics en general la proporciona la base de dades MEROPS, que classifica jeràrquicament conjunts homòlegs de peptidases i inhibidors de proteïnes en diferents espècies, families i clans segons la semblança de seqüències i les distàncies filogèniques evolutives. Dins de MEROPS, les metaloendopeptidases es classifiquen dins de la familia M72 amb un cladograma filogenètic i amb un cladograma d'espècies. De la mateixa manera, la base de dades ENZYME classifica aquests enzims en dins del Numero EC (Enzime Comission Number) 3.4.24. Tot i així, una classificació molt utilitzada en l'àmbit científic és segons el motiu polipèptid que presenten les diferents families com a lligand amb l'ió metàl·lic.
El pentapèptid HEXXH és molt comú en seqüències de proteïnes i una cinquena part de les aparicions d'aquest motiu a la base de dades SwissProt es troba a families de metaloendopeptidases. Seguint aquesta classificació, la classe de les metaloendopeptidasses es  poden agrupar en dues tribus: les zicines, que contenen el motiu HEXXH i en formen part els clans de les Gluzincines (HEXXH+E), les Aspzincines (HEEXH+D) i les Metzincines (HEXXHXXGXXH/D); i les inverzincines, on estan agrupades aquelles famílies amb el motiu d'unió invertida al zinc HXXEH.

### Clan de la metaloendopeptidasa HEXXH + E (MA)
El clan MA conté metaloendopeptidases d'organismes tant procariotes com eucariotes. Un exemple d'aquest clan és la Termolisina. L'estructura tridimensional de la Termolisina mostra que, segons el motiu HEXXH, els seus residus His són lligands del zinc, mentre que el Glu té una funció catalítica. Aquest Glu característic dona nom al clan com a Gluzincines. Com a terme característic d'aquest clan, les proteïnes que el conformen estan molt glicosilades i solen presentar ponts disulfur. Dins d'aquest Clan hi ha diferents famílies:
- Familia de la Termolisina (M4): La família de les termolisines només conté endopeptidases eubacterianes secretades, tant de bacteris gram-positius com de gram-negatius. Els enzims són tots d'una mida moderada, a la regió de 35 kDa. L'estructura terciària de la termolisina mostra que els lligands de zinc són His142, His-146 i Glu-166, i el residu catalític Glu-143. L'estructura també mostra quatre llocs d'unió al calci que confereixen una inusual estabilitat tèrmica a l'enzim. Altres membres de la família inclouen enzims de patògens (per exemple, Legionella, Listeria, Pseudomonas, Vibrio). La pseudolisina (Pseudomonas elastase) causa danys als teixits en degradar-se collagens, elastina i fibronectina L'estructura de la pseudolisina mostra una estreta relació amb la termolisina, i el seu precursor no té residus de cisteína. L'especificitat del substrat de la majoria dels membres de la família M4 és principalment per a un residu aromàtic en PI '.
- Familia de la Mycolisina (M5): La micolisina, l'únic membre de la família M5, és secretada per Streptomyces griseus i per diversos altres Streptomyces spp. L'enzim té una especificitat similar a la de la termolisina i els residus directament implicats en l'activitat també són els mateixos que els de la teromilsina.
- Familia de la Neprilisina (M13): La neprilisina és un enzim dels mamifers amb la capacitat de degradar encefalines i altres pèptids biològicament actius. Aquesta família conté oligopeptidases procariotes i eucariotes amb els lligands de zinc anàlegs als de la termolisina, tot i que son proteines molt més grans (90kDa).
- Familia de l'Alanil Aminopeptidasa (M1): Aquesta família només conté aminopeptidases d'una gran varietat d'organismes, incloent les eubacteries, llevats, les nemàtodes i els mamifers. Les aminopeptidases es diferencien molt en especificitat, hidrolitzant residus N-terminals àcids, bàsics o neutres. Un exemple d'aquesta família és la leucotrien-A₄ hidrolasa. Així mateix les alanil Aminopeptidases i les glutamil aminnopeptidases de membrana son quantitativament molt importants (un 5% del total de les proteines) a la membrana que forma la paret intestinal.
- Familia de la Peptidil-Dipeptidasa A (M2): La peptidil-dipeptidasa A, també coneguda com a enzim convertidor de la angiotensina, és una peptidasa dels mamifers que talla els dipeptids del C-terminal, notablement per a convertir l'Angiotensina I a la Angiotensina II. Aquest enzim, però, és incapaç de tallar enllaços on hi hagi una prolina. Aquesta família està conformada per dues formes d'aquest enzim, que presenten dominis transmembrana que estan altament glicosilats.

### Clan de la Metaloendopeptidasa HEXXH + H (MB)
Aquesta clan es conforma de diferents famílies on els enllaços amb l'àtom essencial de zinc estàn formats per tres residus His, dos que provenen del motiu HEXXH i un tercer de sis residus C-terminals lluny d'aquests. A més a més, un residu de Met-143 és conservat a tot el clan MB, pel que suposa una funció vital a la estructura dels llocs actius dels enzims. Aquest residu Met dona nom al clan com a Metzincines. Un altre residu, Gly-95, totalment conservat en el motiu del lloc actiu, HEXXHXXGXXH, contribueix a un bucle en tija que permet a aquesta tercera His unir-se al zinc. La majoria de proteïnes d'aquest clan son solubles i secretades, però algunes de la família M12 son proteïnes integrals de membrana.
- Familia de l'Astacina (M12): Tots els membres coneguts d'aquesta família provenen d'animals. Seguin les seqüències filogèniques, la família M12 es pot classificar en dues subfamílies; la subfamília de la reprolisina i la subfamília de l'astacina. Aquesta divergència és significant, però tot i així formen part de la mateixa família a causa de les relacions entre el domini peptídic de la proteïna morfogènica òssia 1 i la ruberlisina i l'atrolisina C.
  - Subfamilia de l'astacina: L'estructura cristal·litzada de l'astacina mostra que el residu Tyr.145 actua com a quart lligand del zinc. Aquest residu de Tyr es troba en el motiu Ser-Xaa-Met-His-Tyr, present a totes les proteïnes d'aquesta subfamília. També son conservats a tota la subfamília dos ponts disulfur, així com residus de cisteïna als dominis peptídics que podrien contenir un tercer pont disulfur.
  - Subfamilia de la reprolisina: La majoria de proteïnes presents a aquesta subfamília son metaloendopeptidases de verins de serps, tot i que també hi ha proteïnes d'origen mamífer. El patró de bucles disulfur als dominis peptídics d'aquesta subfamília és diferent al de la astacina, havent-hi només dos ponts disulfur o, en alguns casos dues cisteïnes addicionals al domini peptídic.
- Familia de la Colagenasa Intersticial (M10): La família M10 és una de les famílies més grans de les metaloendopeptidases, incloent una gran varietat d'enzims d'organismes procariotes i eucariotes. En els mamífers, aquests enzims estan relacionats amb la degradació proteolítica de col·lagen i altres proteïnes de la matriu extracel·lular. Seguint les seqüències filogenètiques, aquesta família també es divideix en dues subfamílies, una conté enzims d'eubacteries i s'anomena subfamília de les serralisina, i l'altre conté enzims d'eucariotes i s'anomena subfamília de les matrixines.
- Subfamilia de la serralisina: Son proteïnes secretades que requereixen activació proteolítica. Tots els enzims manquen de residus de cisteïna. Contenen sis repeticions riques en glicina (Gly-Gly-Xaa-Gly-Asn-Asp) al domini del C-terminal.
- Subfamilia de la matrixina: Els dominis catalítics d'aquesta subfamília contenen dos àtoms de zinc i un o dos de calci. Un dels àtoms de zinc és catalític, però la resta contribueixen en l'estructura de la proteïna. L'àtom de zinc no catalític està unit per un residu Asp i tres His que es mantenen a tota la subfamília. Els dominis peptídics de les matrixines no tenen bucles disulfurs i la manca de cisteïnes és majoritàriament comú en tota la subfamília, amb alguna excepció. Així mateix, totes les matrixines s'inhibeixen per inhibidors tissulars de les metaloproteinases (TIMPs), que no afecten a altres metalopeptidases.
- Familia de la Autolisina (M11): L'únic membre conegut d'aquesta família és l'autolisina, que prové de les algues Chlamydomonas. L'autolisinia conté els tres residus His i el residu Met conservats en tot el clan MB.
- Familia de la Proteinasa Neutral Extracel·lular de Streptomyces (M7): Aquesta família també conté un únic membre. L'enzim madur, produït per Streptomyces spp., és una de les peptidases més petites conegudes, amb 16kDa. És estabilitzat per calci i conté un suposat pont disulfur. La seqüència Leu-Gy-Leu a prop del motiu HEXXH suggereix una estructura similar als altres membres del clan MB, així com el residu Met-143 conservat.

Clan de les Inverzincines
El clan de les inverzicines és un grup petit de metaloendoproteases caracteritzat per un motiu HXXEH al lloc d'unió amb zinc. El nom d'inverzicines el va proposar Nigel M. Hooper al 1994 degut a la inversió del motiu típic de les metaloendopeptidases (HEXXH). Aquest clan inclou dues subfamílies: la família de les insulinases i la família de les peptidases de processament mitocondrial.
- Família de les insulinases: La família de les insulinases està formada per enzims procedents de mamífers, insectes, llevats i bacteris. Els membres d'aquesta família posseeixen una seqüència d'orientació peroxisomal (Ala/Ser-Lys-Leu) i funcionen com un homodímer de 220 kDa, que probablement es reticula a través d'un pont disulfur.
- Familia de les peptidases de processament mitocondrial: Els membres d'aquesta família es troben com a proteïnes solubles a la matriu dels mitocondris i com a part del complex del citocrom C reductasa. Les peptidases de processament mitocondrial funcionen com a heterodímers amb aproximadament subunitats α i β, de 50 kDa, que s'anomenen Core II i I respectivament.

## Estudis científics

### Paper de les metaloendopeptidases cerebrals a la degradació de pèptids neurotòxics
Un estudi del laboratori de neurobiologia molecular humana del centre de ciències de la salut a la Universidade Federal do Ceará (Brasil) va investigar el paper de les metaloendopeptidases del cervell a la degradació del peptid β-amiloide 1-40, el qual genera fragments tòxics.
En aquest estudi es va purificar un nou tipus de metaloendopeptidasa fins a la seva aparent homogeneïtat a partir de la prèvia homogeneïtzació del cervell humà normal. Aquest últim procés es va realitzar a partir de diferents etapes successives de cromatografia en DEAE-Trisacryl, hidroxipatita i Sephacryl S-200.
La metaloendopeptidasa ja purificada va trencar l'enllaç entre la Gly 33 i la Leu 34 de la seqüència neurotòxica 25 - 35 del pèptid β-amiloide 1-40, el qual és causant de l'Alzheimer. Aquesta fragmentació va produir fragments proteics solubles que no van causar efectes neurotòxics.
A més, durant tot el procés es va observar que l'activitat enzimàtica d'aquesta proteasa només va ser inhibida per quelants de cations divalents com la EDTA, EGTA i l'o-fenantrolina. D'altra banda, va romandre insensible al fosforamidó i el captrpril. Aquests últims són uns inhibidors específics de l'endopeptidasa neutra i de l'angiotensina (un enzim convertidor).
En la investigació es va observar que la metaloendopeptidasa localitzada en el cervell humà té una gran afinitat pel pèptid β-aminoide 1-40 que dona peu a pensar que podria tenir un paper molt important en la degradació d'aquesta molècula, la qual es produeix pel metabolisme cel·lular normal.
Dins de la conclusió anterior, també van acabar plantejant-se la hipòtesi que l'acumulació anormal de la proteïna β-Amiloide originària de la malaltia de l'Alzheimer podria ser deguda a un defecte en el sistema de degradació o directament a la inactivació d'aquest tipus de metaloendopeptidsa.

### Paper de les metaloendopeptidases en fàrmacs antihipertensius.

Representació gràfica del LBQ657, metabòlit actiu del sacubitril.

Un altre aspecte a destacar de les metaloendopeptidases és la seva relació amb una vessant específica de la medicina, la cardiologia.
En aquest cas es parla de la neprilisina, una metaloendopeptidasa codificada pel gen MME que consta d'una secció metàl·lica protagonitzada per zinc.
Aquest subtipus d'endopeptidasa, a part de realitzar la seva funció per la qual és més coneguda (la degradació de certes encefalines), des de l'any 2014 és aplicada eficientment en fàrmacs antihipertensius. En el fàrmac Entresto™ la neprilisina és inhibida per un metabòlit actiu del sacubitril (C24H29NO₅), conegut com a LBQ657. D'aquesta manera no hi ha una degradació de pèptids natriurètics.
Conseqüentment, es redueix la carga d'aigua i sodi del cor i s'augmenta en la de la urea. Aquests pèptids aconsegueixen reduir la tensió arterial (gràcies a un augment de monofosfato de guanosina cíclico) i protegeixen al cor del desenvolupament de fibrosi. Després d'haver comparat el nou fàrmac amb anteriors es va demostrar l'eficiència d'aquest últim, fins al punt que redueix l'hospitalització i mortalitat de pacients amb insuficiència cardíaca (HF) fins en un 20%.

### Paper de les metaloendopeptidases-F al tractament de pacients amb hepatitis C i B crònica
L'institut d'investigació enzimàtica a Osaka, Japó, va estudiar el paper de les metaloendopeptidases-F al tractament de pacients amb infeccions cròniques d'hepatitis B i C, els quals tenen una alta incidència a la progressió de la cirrosi i al desenvolupament de càncer de fetge, en altres paraules, causen danys al teixit hepàtic.
Als participants de l'estudi se'ls va administrar de manera oral el nou tipus de metaloendopeptidasa, la qual va causar que es reduïssin els nivells de l'antigen Hbs i l'ARN de virus causant de la malaltia.
Cal destacar que tot i que encara no coneixen exactament el funcionament d'aquest nou tipus de metaloendopeptidasa, tenen evidències que tenen un paper important a la regulació de la resposta immune i a la reparació de teixits deteriorats i inflamatoris.
Això és degut al fet que en els complexos en què participen (alfa 2-macroglobulina-MEP-F) poden induir a la proliferació i activació dels macròfags i a les cèl·lules de Kuppfer a partir de la unió dels seus receptors a les cèl·lules i a l'activació de les cascades de senyalització. A més es va observar que el complex alfa 2-macroglobulina-MEP-F també era capaç de neutralitzar la funció immunosupressora i fibrinogènica del factor de creixement transformant beta, cosa que beneficia el manteniment del teixit hepàtic.
Finalment es va concloure que aquest tipus de polipèptid no solament millorava les respostes immunitàries específiques i inespecífiques antivirals, sinó que també podien augmentar la immunitat cel·lular i la regeneració dels teixits hepàtics. Per tant, es va demostrar que un nou tipus de metaloendopeptidasa-F (MEP-F) és eficaç en el tractament de pacients amb una infecció crònica d'hepatitis B o C.

### Paper de les metaloendopeptidases en l'agressivitat cancerígena
La MeSH va classificar al 2020 als enzims convertidors d'endotelina com un dels subgrups de les metaloendopeptidases. No obstant, ja hi havia literatura científica sobre aquest tipus de proteïnes, prèviament. En aquest cas es parla de l'Endotelina-1. Aquest tipus d'endotelina es troba expressada en el material genètic com el Gen EDN1. Posteriorment, es sintetitza una Pre-porteïna-ET1 que acabrà donant lloc a la ET-1. Tanmateix, la responsabilitat de l'actuació d'aquest polipèptid resideix en el seu enzim activador: l'ECE. Aquest activador fa un tall entre el Trp-21 i la Val-22, generant una cadena de 21 residus.
L'ECE-1 és un enzim amb una petita regió transmembrana i, com la seva categoria indica, té un component metàl·lic, el Zn. Aquest enzim s'expressa en teixits humans normals, tot i així, segons diferents estudis, els nivells de concentració d'ECE-1 augmenten quan es tracta de teixits cancerígens, el motiu que explica el perquè d'aquest fet és, avui dia, desconegut. La Universitat de Xile afirma que és una evidència científica que amb la presència d'ET-1 els càncers tendeixen a tenir un major desenvolupament, augmentant així, el tumor maligne i la seva progressió.

### Altres estudis científics
Altres estudis realitzats han demostrat la importància de les metaloendopeptidases en la síntesi d'un pèptid regulador del sistema hematopoètic. L'any 1990, un article publicat a la revista FEBS Letter va demostrar que el tetrapèptid AcSerAspLysPro (inhibidor de la fase S de la mitosi a les cèl·lules de la medul·la òssia) podia ser sintetitzat per una via alternativa gràcies a la proteïna bacterial Asp-N. D'aquesta manera la síntesi del pèptid és més directa i ràpida i això podria tenir grans utilitats mèdiques.